# Hamiet Bluiett/Diskografie

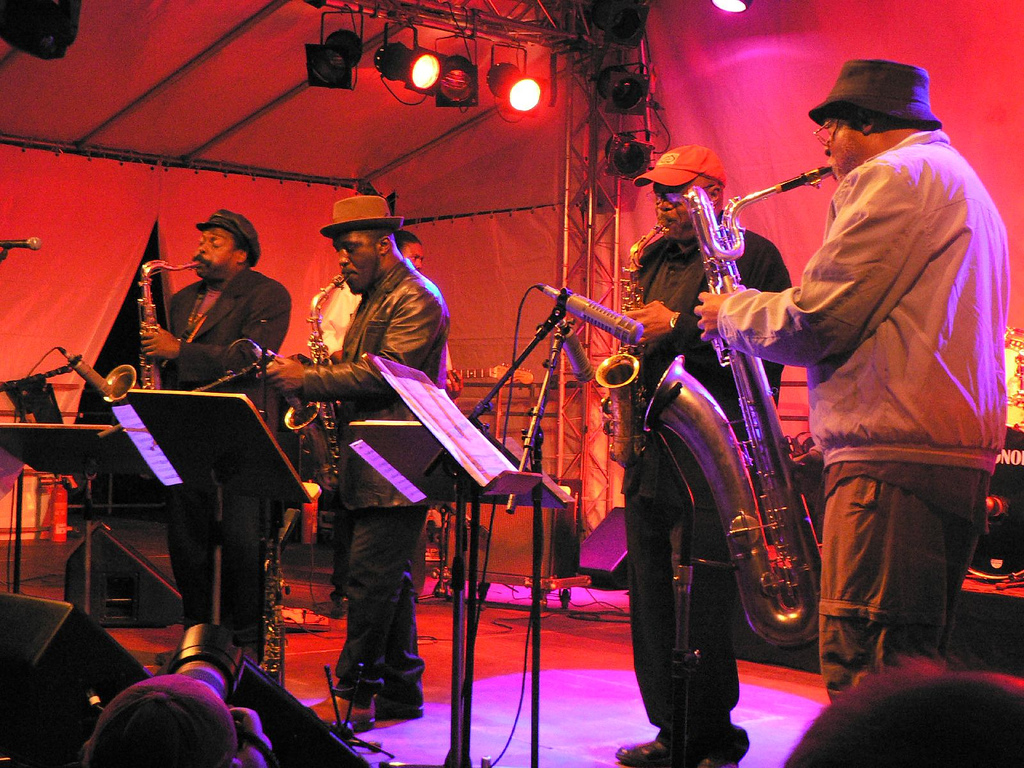
Hamiet Bluiett (rechts) mit dem World Saxophone Quartet (2007)

Diese Diskografie ist eine Übersicht über die veröffentlichten Tonträger des Jazzmusikers Hamiet Bluiett. Sie umfasst seine Alben unter eigenem Namen (Abschnitt 1), seine Mitwirkung bei kollaborativen Bandprojekten wie dem World Saxophone Quartet (Abschnitt 2) und seine Mitwirkungen als (Gast)solist bei weiteren Produktionen (Abschnitt 3). Nach Angaben des Diskografen Tom Lord war Bluiett, der Baritonsaxophon (in folgenden bar), Klarinette (cl), Altklarinette (alto-cl) und Flöten (fl) spielte, zwischen 1971 und 2009 an 117 Aufnahmesessions beteiligt.

## Alben unter eigenem Namen
Dieser Abschnitt listet die von Hamiet Bluiett zu Lebzeiten veröffentlichten LPs und CDs chronologisch nach Aufnahmejahr.
| Album                                                    | Musiklabel          | VÖ    | Aufnahme | Anmerkungen |
| -------------------------------------------------------- | ------------------- | ----- | -------- | --- |
| Endangered Species                                       | India Navigation    | 1976  | 1976     | Hamiet Bluiett (bar, fl) mit Olu Dara, Jumma Santos, Juni Booth, Phillip Wilson |
| Bars                                                     | Musica              | 1977  | 1977?    | Hamiet Bluiett (bar) mit Marcello Melis, Famoudou Don Moye |
| Birthright, A Solo Blues Concert                         | India Navigation    | 1977  | 1977     | Hamiet Bluiett (bar) solo |
| Saying Something for All                                 | Moers Music         | 1977  | 1980     | Hamiet Bluiett/Muhal Richard Abrams Duo, Bluiett solo in „Requiem for Kent State“ (1979) |
| Orchestra, Duo & Septet                                  | Chiaroscuro Records | 1977? | 1977     | Bluiett (bar, cl, voc, comp) mit Reggie Workman, Abdul Wadud, Thabo Michael Carvin, Ahmed Abdul-Malik, Don Pullen, Charles Stephens, Olu Dara, Bob Stewart, Chief Bey, Ladji Camara                                |
| S.O.S. (We Have Come To...) S(ave You) O(m)(yourselves)S | India Navigation    | 1977  | 1978     | Hamiet Bluiett (bar, cl, wood-fl, fl) mit Don Pullen, Fred Hopkins, Famoudou Don Moye |
| Resolution                                               | Black Saint         | 1977  | 1978     | Hamiet Bluiett (bar, cl, fl) mit Don Pullen, Fred Hopkins, Billy Hart, Famoudou Don Moye (alias Dougoufana Famoudou Moye)                                                                                          |
| Dangerously Suite                                        | Soul Note           | 1981  | 1982     | Hamiet Bluiett (alto-cl, bar) mit Bob Neloms, Buster Williams, Billy Hart, Chief Bey, Irene Datcher (vcl) |
| Bearer of the Holy Flame: Bluiett 5                      | Black Fire          | 1983  | 1994     | Hamiet Bluiett (bar, cl, alto-fl) mit John Hicks, Fred Hopkins, Marvin Smitty Smith, Chief Bey |
| Ebu                                                      | Soul Note           | 1984  | 1984     | Hamiet Bluiett (bar,alto-cl) mit John Hicks, Fred Hopkins, Marvin Smitty Smith |
| The Clarinet Family                                      | Black Saint         | 1984  | 1987     | Hamiet Bluiett (alto-cl) mit Dwight Andrews, Don Byron, John Purcell, Gene Ghee, Buddy Collette, J. D. Parran, Kidd Jordan, Fred Hopkins, Ronnie Burrage                                                           |
| Live at Carlos I: Hamiet Bluiett & Concept               | Just a Memory       | 1986  | 1997     | Hamiet Bluiett (bar) mit Don Pullen, Fred Hopkins, Idris Muhammad, Chief Bey |
| Live at Carlos I: Last Night                             | Just a Memory       | 1986  | 1997     | dto. |
| Nali Kola                                                | Soul Note           | 1987  | 1989     | Hamiet Bluiett (bar, fl) mit Hugh Masekela, James „Plunky“ Branch, Donald Smith (p), William „Spaceman“ Patterson (git), Okyerema Asante, Chief Bey, Titos Sompa (african-d), Seku Tonge (african-d) Quincy Troupe |
| ...You Don’'t Need To Know...If You Have To Ask...       | Tutu                | 1991  | 1991     | Hamiet Bluiett (bar, alto-fl) mit Thomas Ebow Ansah (git, vcl), Fred Hopkins, Michael Carvin, Okyerema Asante |
| Walkin’ & Talkin’                                        | Tutu                | 1991  | 1996     | Bluiett solo |
| Sankofa/Rear Garde                                       | Soul Note           | 1992  | 1993     | Hamiet Bluiett (bar, coltralto-cl) mit Ted Dunbar, Clint Houston, Ben Riley |
| If Trees Could Talk                                      | Mapleshade Records  | 1993  | 2002     | Hamiet Bluiett (bar, alto-fl), Larry Willis, Asante |
| Live tt the Village Vanguard: Ballads and Blues          | Soul Note           | 1994  | 1997     | Hamiet Bluiett (bar) Ted Dunbar, Clint Houston, Ben Riley |
| Bluiett’s Barbeque Band                                  | Mapleshade          | 1996  | 1996     | mit Donald Blackman, Kenny Davis, Calvin Jones, Ronnie Burrage, Chief Bey, Amba Hawthorne |
| Young Warrior, Old Warrior                               | Mapleshade          | 1995  | 1995?    | Hamiet Bluiett Sextet mit Jack Walrath, Mark Shim, Larry Willis, Keter Betts, Jimmy Cobb |
| Makin’ Whoopee                                           | Mapleshade          | 1996  | 1997?    | King/Bluiett Trio; Hamiet Bluiett (bar, contrabass-cl) mit Rodney Jones, Ed Cherry, Keter Betts, Gali Sanchez, Myrrh                                                                                               |
| Libation for the Baritone Saxophone Nation               | Justin Time         | 1997  | 1998     | Bluiett Baritone Nation mit Alex Harding, James Carter, Patience Higgins, Ronnie Burrage |
| Live the Knitting Factory                                | Knitting Factory    | 1997  | 1998     | Bluiett Baritone Saxophone Group mit Patience Higgins, Alex Harding, James Carter, Ronnie Burrage |
| With Eyes Wide Open                                      | Justin Time         | 1999  | 2000     | Hamiet Bluiett (bar) mit Ed Cherry, Jaribu Shahid, Nasheet Waits |
| Blueblack                                                | Justin Time         | 2000  | 2001?    | Hamiet Bluiett (bar) mit Patience Higgins, Alex Harding, James Carter, Lee Person, Kahil El’Zabar |

## Kollaborative Bandprojekte
| Album                                           | Musiker | Musiklabel             | rec  | Anmerkungen |
| ----------------------------------------------- | --- | ---------------------- | ---- | --- |
| Wildflowers 4 – The New York Loft Jazz Sessions | Olu Dara, Hamiet Bluiett, Butch Campbell, William „Spaceman“ Patterson, Juni Booth, Charles Bobo Shaw, Famoudou Don Moye | Douglas                | 1975 | |
| Point of No Return                              | World Saxophone Quartet                                                                                                  | Moers Music            | 1977 | mit Julius Hemphill, Oliver Lake, David Murray, Hamiet Bluiett (bar) |
| Steppin’ with the World Saxophone Quartet       | World Saxophone Quartet                                                                                                  | Black Saint            | 1978 | Julius Hemphill, Oliver Lake, David Murray, Hamiet Bluiett (bar, fl) |
| W.S.Q.                                          | World Saxophone Quartet                                                                                                  | Black Saint            | 1980 | Julius Hemphill, Oliver Lake, David Murray, Hamiet Bluiett (bar, alto-cl) |
| Revue                                           | World Saxophone Quartet                                                                                                  | Black Saint            | 1980 | Julius Hemphill, Oliver Lake, David Murray, Hamiet Bluiett (bar, alto-cl, fl) |
| Live in Zurich                                  | World Saxophone Quartet                                                                                                  | Black Saint            | 1981 | Julius Hemphill, Oliver Lake, David Murray, Hamiet Bluiett (bar, alto-fl, alto-cl) |
| Live at Brooklyn Academy Of Music               | World Saxophone Quartet                                                                                                  | Black Saint            | 1985 | Julius Hemphill, Oliver Lake, David Murray, Hamiet Bluiett (bar, alto-cl) |
| Plays Duke Ellington                            | World Saxophone Quartet                                                                                                  | Nonesuch Records       | 1986 | Julius Hemphill, Oliver Lake, David Murray, Hamiet Bluiett (bar) |
| Dances and Ballads                              | World Saxophone Quartet                                                                                                  | Elektra/Musician       | 1987 | Julius Hemphill, Oliver Lake, David Murray, Hamiet Bluiett (bar, alto-cl) |
| Rhythm and Blues                                | World Saxophone Quartet                                                                                                  | Elektra/Musician       | 1988 | Julius Hemphill, Oliver Lake, David Murray, Hamiet Bluiett (bar, alto-cl) |
| Metamorphosis                                   | World Saxophone Quartet and African Drums                                                                                | Elektra/Musician       | 1990 | Oliver Lake, Arthur Blythe, David Murray, Hamiet Bluiett (bar), Melvin Gibbs, Mor Thiam, Chief Bey, Mar Gueye (perc) |
| Breath of Life                                  | World Saxophone Quartet with Fontella Bass                                                                               | Elektra/Nonesuch       | 1992 | Arthur Blythe, Oliver Lake, David Murray, Hamiet Bluiett (bar) mit Donald Smith, Amina Claudine Myers, Tarik Shah, Fred Hopkins, Ronnie Burrage, Gene Lake, Fontella Bass                                                 |
| Moving Right Along                              | World Saxophone Quartet                                                                                                  | Black Saint            | 1993 | Oliver Lake, James Spaulding, Eric Person, David Murray, Hamiet Bluiett (bar, contralto-cl) |
| Brand New Bag                                   | The Ebony Brass Quintet                                                                                                  | Mapleshade             | 1994 | Eddie Allen, Frank Gordon (tp), Alfred Patterson (tb), Mark Taylor (fhr), Joe Daley, Hamiet Bluiett (bar), Eli Fountain (dr)                                                                                              |
| Knights of Power                                | Music Revelation Ensemble                                                                                                | DIW                    | 1995 | Arthur Blythe, Hamiet Bluiett (bar in drei Titeln), James Blood Ulmer, Amin Ali, Cornell Rochester |
| Four Now                                        | World Saxophone Quartet Featuring African Drums                                                                          | Justin Time Records    | 1995 | John Purcell, Oliver Lake, David Murray, Hamiet Bluiett (bar, contra-alto-cl), Chief Bey, Mor Thiam, Mar Gueye (African-d, vcl)                                                                                           |
| Takin’ It 2 the Next Level                      | World Saxophone Quartet                                                                                                  | Justin Time Records    | 1996 | John Purcell, Oliver Lake, David Murray, Hamiet Bluiett (bar), Donald „Capt Keyboards“ Blackman, Calvin Jones, Ronnie Burrage                                                                                             |
| Same Space                                      | Hamiet Bluiett/D. D. Jackson/Mor Thiam                                                                                   | Justin Time            | 1997 | Hamiet Bluiett (bar, contrabass-cl, wood, fl, poet, rap), D.D. Jackson (p, keyboards), Mor Thiam (djembe, vcl) |
| M’Bizo                                          | World Saxophone Quartet                                                                                                  | Justin Time Records    | 1997 | John Purcell, Oliver Lake, David Murray, Hamiet Bluiett (bar, bassax, contrabass-cl), D.D. Jackson (p), James Lewis (kb)                                                                                                  |
| Selim Sivad – A Tribute to Miles Davis          | World Saxophone Quartet Featuring Jack DeJohnette                                                                        | Justin Time Records    | 1998 | John Purcell, Oliver Lake, David Murray, Hamiet Bluiett (bar, contra-alto-cl), Jack DeJohnette, Chief Bey, Okyerema Asante, Titos Sompa, Mario Canonge, Jimane Nelson, Jaribu Abdurahman, Ronnie Burrage, Mabeleng Moholo |
| Join Us                                         | Hamiet Bluiett/D.D. Jackson/Mor Thiam                                                                                    | Justin Time            | 1998 | Hamiet Bluiett (bar, wood-fl, contra-alto-cl, vcl), D.D. Jackson (p, org, synt, keyboards, b) Mor Thiam (djemba, vcl) |
| Steppenwolf                                     | World Saxophone Quartet                                                                                                  | Justin Time Records    | 1999 | John Purcell, Oliver Lake, David Murray, Hamiet Bluiett (bar) |
| Requiem for Julius                              | World Saxophone Quartet                                                                                                  | Justin Time Records    | 1999 | John Purcell, Oliver Lake, David Murray, Hamiet Bluiett (bar) |
| If You Believe                                  | Trifactor | 8th Harmonic Breakdown | 2000 | Hamiet Bluiett (bar, fl), Billy Bang, Kahil El’Zabar |
| 25Th Anniversary                                | World Saxophone Quartet                                                                                                  | Justin Time Records    | 2000 | John Purcell, Oliver Lake, David Murray, Hamiet Bluiett (bar, contra-alto-cl) |
| The Calling                                     | Hamiet Bluiett/D.D. Jackson/Kahil El’Zabar                                                                               | Justin Time Records    | 2000 | Hamiet Bluiett (bar, wooden-fl, contra-alto-cl), D.D. Jackson (p, org, b-synt, keyboards), Kahil El’Zabar (d, perc, bells, kalimba, vcl)                                                                                  |
| Quartet Experience                              | World Saxophone Quartet                                                                                                  | Justin Time Records    | 2003 | Oliver Lake, Bruce Williams, David Murray, Hamiet Bluiett (bar) plus Guests: Matthew Garrison, Gene Lake, Billy Bang, Craig Harris                                                                                        |
| Political Blues                                 | World Saxophone Quartet                                                                                                  | Justin Time Records    | 2006 | mit Jeremy Pelt, Craig Harris, Oliver Lake, Bruce Williams, Jaleel Shaw, David Murray, Hamiet Bluiett (bar), James Blood Ulmer, Herve Samb, Jamaaladeen Tacuma, Lee Pearson, Carolyn Amba Hawthorne                       |
| Yes We Can                                      | World Saxophone Quartet                                                                                                  | Jazzwerkstatt          | 2009 | Kidd Jordan, David Murray, James Carter, Hamiet Bluiett (bar, cl) |

## Alben als Solist bei weiteren Produktionen
| Album                                                 | Künstler                                                 | rec     | Musiklabel           | Anmerkungen |
| ----------------------------------------------------- | -------------------------------------------------------- | ------- | -------------------- | --- |
| Live at The Jazz Workshop, Boston, October 11th, 1971 | Charles Mingus                                           | 1971    | Hit Hat              | mit Joe Gardner, Hamiet Bluiett (bar), John Foster, Roy Brooks (vermutlich Bootleg) |
| Family                                                | Paul Jeffrey                                             | 1972    | Mainstream           | mit Joe Gardner, Stuart Butterfield, Bob Stewart, Hamiet Bluiett (bar, fl), George Cables, Stanley Clarke, Wilbur Ware, T. S. Monk                                                                                                |
| Coon Bid’ness                                         | Julius Hemphill                                          | 1972/75 | Arista               | mit Baikida Carroll, Hamiet Bluiett (bar), Abdul Wadud, Phillip Wilson |
| Charles Mingus Quintet Meets Cat Anderson             | Charles Mingus                                           | 1972    | Unique Jazz          | mit Cat Anderson, Joe Gardner, Hamiet Bluiett (bar, cl), John Foster, Roy Brooks (Bootleg) |
| African Space Program                                 | Dollar Brand                                             | 1973    | enja                 | mit Cecil Bridgewater, Enrico Rava, Charles Sullivan, Kiane Zawadi, Sonny Fortune, Carlos Ward, Roland Alexander, John Stubblefield, Hamiet Bluiett (bar), Abdullah Ibrahim, Cecil McBee, Roy Brooks                              |
| Ethnic Expressions                                    | Roy Brooks                                               | 1973    | Im Hotep             | mit Olu Dara, Cecil Bridgewater, Sonny Fortune, John Stubblefield, Hamiet Bluiett (bar, cl), Joe Bonner, Hilton Ruiz, Reggie Workman, Richard Landrum, Lawrence Williams, Eddie Jefferson, Black Rose                             |
| Mingus at Carnegie Hall                               | Charles Mingus                                           | 1974    | Atlantic             | mit Jon Faddis, Charles McPherson, John Handy, George Adams, Rahsaan Roland Kirk, Hamiet Bluiett (bar), Don Pullen, Dannie Richmond                                                                                               |
| Stormy & Funky Blues                                  | Charles Mingus                                           | 1974    | Moon                 | mit George Adams, Hamiet Bluiett (bar), Don Pullen, Dannie Richmond (Bootleg) |
| Streets of St. Louis                                  | Charles Bobo Shaw & The Human Arts Ensemble              | 1974    | Moers Music          | mit Lester Bowie, Joseph Bowie, Julius Hemphill, Hamiet Bluiett (bar), Abdul Wadud, Dominique Gaumont |
| New York, Fall 1974                                   | Anthony Braxton                                          | 1974    | Arista               | Bluiett ist zu hören in „Composition 37“, mit Julius Hemphill, Oliver Lake |
| 13 for Piano and Two Orchestras                       | Michael Mantler                                          | 1975    | Watt                 | Bigband |
| In: Sanity                                            | {Beaver Harris 360 Degrees Music Experience              | 1975    | Black Saint          | mit Hamiet Bluiett (fl, cl, bar), Keith Marks, Azar Lawrence, Dave Burrell, Sunil Garg (sitar), Cecil McBee, Francis Haynes, Titos Sompa                                                                                          |
| Apple Cores                                           | Sunny Murray’s Untouchable Factor                        | 1977    | Philly jazz          | Bluiett (bar) ist zu hören in „New York Maze“, mit Youseff Yancy, Arthur Blythe, Monnette Sudler, Fred Hopkins |
| The Journey                                           | Dollar Brand                                             | 1977    | Chiaroscuro          | mit Don Cherry, Talib Kibwe, Carlos Ward, Hamiet Bluiett (bar, cl), Johnny Mbizo Dyani, John Betsch, Roy Brooks, Claude Jones |
| The Main Man                                          | Eddie Jefferson                                          | 1977    | Inner City           | mit Charles Sullivan, Slide Hampton, Richie Cole, Junior Cook, Hamiet Bluiett (bar), Harold Mabern, George Duvivier, Billy Hart, Azzedin „Niles“ Weston, Harold White, Janet Lawson                                               |
| Negcaumongus                                          | Beaver Harris 360 Degrees Music Experience               | 1979    | Cadence Jazz Records | mit Ricky Ford, Makanda Ken McIntyre, Hamiet Bluiett (bar), Don Pullen, Cameron Brown, Francis Haynes |
| Live at the Public Theatre (New York 1980)            | Gil Evans                                                | 1980    | Trio Records         | Bigbandbesetzung mit Hamiet Bluiett (bar, afl) |
| The Great Pretender                                   | Lester Bowie                                             | 1981    | ECM Records          | mit Hamiet Bluiett (im Titelstück) sowie Donald Smith, Fred Williams, Phillip Wilson, Fontella Bass, David Peaston |
| The Young Lions                                       | V.A.                                                     | 1982    | Elektra/Musician     | Livemitschnitte vom North Sea Jazz Festival, kollektives Personal; in vier Titel ist Bluiett zu hören |
| Gumbo                                                 | Bobby Watson Horizon Quintet                             | 1983    | Amigo                | mit Melton Mustafa, Hamiet Bluiett (bar in „Point the Finger“), Mulgrew Miller, Curtis Lundy, Marvin Smitty Smith |
| Well Kept Secret                                      | Beaver Harris/Don Pullen 360 Degree Experience           | 1984    | SHEMP                | mit Sharon Freeman, Willie Ruff, Bill Warnick, Greg Williams (fhr), Ricky Ford, Hamiet Bluiett (bar), Buster Williams, Francis Haynes, Cándido Camero                                                                             |
| Thank You for Your Ears                               | Beaver Harris Trio                                       | 1984    | Dizim                | mit Hamiet Bluiett (bar,alto-cl,alto-fl), Vincent Taylor (steel-dr) |
| Farewell                                              | Gil Evans, The Monday Night Orchestra                    | 1986    | Bellaphon            | mit Lew Soloff, Shunzo O'no, Miles Evans, Dave Bargeron, Dave Tucker, John Clark, Chris Hunter, Bill Evans, Hamiet Bluiett (bar, cl, b-cl), Pete Levin, Gil Goldstein, Hiram Bullock, Mark Egan, Danny Gottlieb, Johnny Coles     |
| Bud & Bird                                            | Gil Evans, The Monday Night Orchestra                    | 1986    | Pro Jazz/King        | dto. |
| Countin’ On the Blues                                 | John Stubblefield                                        | 1987    | enja                 | mit Hamiet Bluiett (bar im Titelstück und in „Goin’ Home“), Mulgrew Miller, Charnett Moffett, Victor Lewis |
| Cab Calloway Stands In for the Moon                   | Conjure/Kip Hanrahan                                     | 1988    | American Clavé       | Bluiett (bar) |
| Hipmotism                                             | Arthur Blythe                                            | 1991    | enja                 | mit Bob Stewart, Hamiet Bluiett (bar), Gust William Tsilis, Kelvyn Bell, Arto Tuncboyaci, Famoudou Don Moye |
| Volcano Blues                                         | Randy Weston/Melba Liston                                | 1993    | Antilles             | mit Wallace Roney, Benny Powell, Talib Kibwe, Teddy Edwards, Hamiet Bluiett (bar), Ted Dunbar, Johnny Copeland, Jamil Nasser, Charlie Persip u. a.                                                                                |
| Shuttle                                               | Ronnie Burrage                                           | 1993    | Sound Hills          | mit Frank Lacy, Joe Ford (fl, sop, as), Hamiet Bluiett (bar), Cyrus Chestnut, Charnett Moffett, Doc Gibbs |
| F-Stops                                               | Craig Harris                                             | 1993    | Soul Note            | mit John Stubblefield, Hamiet Bluiett (bar in „F Stops/5th Flow“und „DASH“), Darrell Grant, Bill White, Calvin Jones, Tony Lewis                                                                                                  |
| No Ways Tired                                         | Fontella Bass                                            | 1994    | Nonesuch             | Bluiett ist zu hören in „All My Burdens“, mit Art Baron, Doug Wieselman, Mark Johnson (org), Donald Smith, Stew Cutler, Harvey Brooks, Garry Bruer                                                                                |
| In The Name of …                                      | Music Revelation Ensemble                                | 1994    | DIW REcords          | mit Arthur Blythe, Sam Rivers, Hamiet Bluiett (bar) in „The Dawn“, James Blood Ulmer, Amin Ali, Cornell Rochester |
| Dance of the Night Creatures                          | Thurman Green                                            | 1994    | Mapleshade           | mit Hamiet Bluiett (bar,contrabass-cl), John Hicks, Walter Booker, Steve Novosel, Steve Williams (dr) |
| International Baritone Conspiracy                     | Charles Papasoff                                         | 1995    | Victo                | mit Hamiet Bluiett, Jean Derome, David Mott, Christian Gavillet, Bo Van Der Werf (bar) |
| Melodia Para Congas (Jungle and the Saxophone)        | Patato Valdés with the Enriquillo Winds                  | 1995    | Mapleshade           | mit Enrique Fernandez, Siraj, John Purcell, Hamiet Bluiett (contrabass-cl), Pablo Calogero |
| Conversin’ with the Elders                            | James Carter                                             | 1996    | Atlantic             | Bluiett ist zu hören in „Naima“ und „Composition #40Q“ |
| Sound Roots                                           | Andy McKee and Next                                      | 1996    | Mapleshade           | mit Ryan Kisor, Alex Foster, Hamiet Bluiett (bar in „Hilltop Stomp“), Ed Cherry, Billy Kilson |
| Live in Harlem                                        | Patience Higgins’ Sugar Hill Quartet Jamming With Guests | 1996    | Mapleshade           | mit Les Kurz, Andy McCloud, Eli Fountain, James Zollar, Kiane Zawadi, Gerald Hayes, Hamiet Bluiett (bar in „Berta’s Song“), Montego Joe, Leopoldo Fleming, Ghannayia Green                                                        |
| Paired Down, Volume I                                 | D. D. Jackson                                            | 1996    | Justin Times         | Duo mit Hamiet Bluiett (bar in „African Dreams“) |
| The Voice of the Saxophone                            | The Don Braden Octet                                     | 1997    | RCA Victor           | mit Randy Brecker, Frank Lacy, Vincent Herring, Hamiet Bluiett (bar in „Winelight“, cl in „Cozy“, contrabass-cl in „Speak No Evil“), Darrell Grant, Dwayne Burno, Cecil Brooks III, Jimmy Delgado, Bill Cosby                     |
| Inspiration                                           | Sam Rivers’ Rivbea All-Star Orchestra                    | 1998    | RCA Victor           | mit Ravi Best, Ralph Alessi, James Zollar, Baikida Carroll, Ray Anderson, Joseph Bowie, Art Baron, Joe Daley, Bob Stewart, Steve Coleman, Greg Osby, Chico Freeman, Gary Thomas, Hamiet Bluiett (bar), Doug Mathews, Anthony Cole |
| Talking Horns                                         | Malachi Thompson                                         | 1999    | Delmark Records      | mit Oliver Lake, Hamiet Bluiett (bar, contrabass-cl), Willie Pickens, Harrison Bankhead, Reggie Nicholson |
| The Power                                             | Kahil El’Zabar’s Tri Factor                              | 1998    | CIMP                 | mit Hamiet Bluiett (fl, bar, contra-bassax), Billy Bang |
| Now Is Another Time                                   | David Murray Latin Big Band                              | 2002    | Justin Time          | |
| American Jazz Concertos                               | Promusica Chamber Orchestra                              | 2002    | Summit               | |
| Vision Fest                                           | V.A.                                                     | 2002    | Thirsty Ear          | Bluiett ist hören in „Bangart 1000“ mit dem Billy Bang Trio |
| Gospel-Jazz Mass                                      | C. Anthony Bush                                          | 2003    | Spirit               | Hamiet Bluiett (bar), John Hicks, Ben Williams, Okyerema Asante, u. a. |
| Souls Within the Veil                                 | Craig Harris                                             | 2003    | Aquastra             | mit Graham Haynes, Hugh Ragin, Don Byron, Oliver Lake, Hamiet Bluiett (bar), Cecil McBee, Billy Har, Kahil El’Zabar |
| Out of Nowhere                                        | James Carter Organ Trio                                  | 2004    | Half Note            | mit Hamiet Bluiett (bar in „Song for Camille“), Gerald Gibbs, James Blood Ulmer, Leonard King |
| Route De Freres                                       | Andrew Cyrille & Haitian Fascination                     | 2005    | TUM                  | mit Hamiet Bluiett (bar), Alix Pascal, Lisle Atkinson, Frisner Augustin |
| The Good Life (Music of Ornette Coleman)              | Jarek Smietana                                           | 2008    | JSR                  | mit Hamiet Bluiett (bar in „Piece for Ornette“, „Lonely Woman“ und im Titelstück), Yaron Stavi, Adam Czerwinski |
| America the Beautiful                                 | Kahil El’Zabar                                           | 2020    | Spiritmuse           | |